# Rue Volney
La rue Volney est une voie du 2e arrondissement de Paris, en France.

## Situation et accès
La rue Volney est une voie publique située dans le 2e arrondissement de Paris. Elle débute au 10, rue des Capucines et se termine au 19, rue Daunou.

## Origine du nom

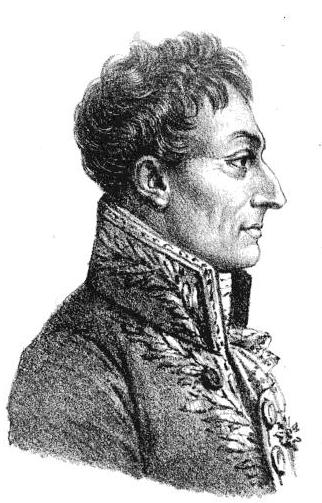
Volney.

Elle porte le nom du philosophe Volney (1757-1820).

## Historique

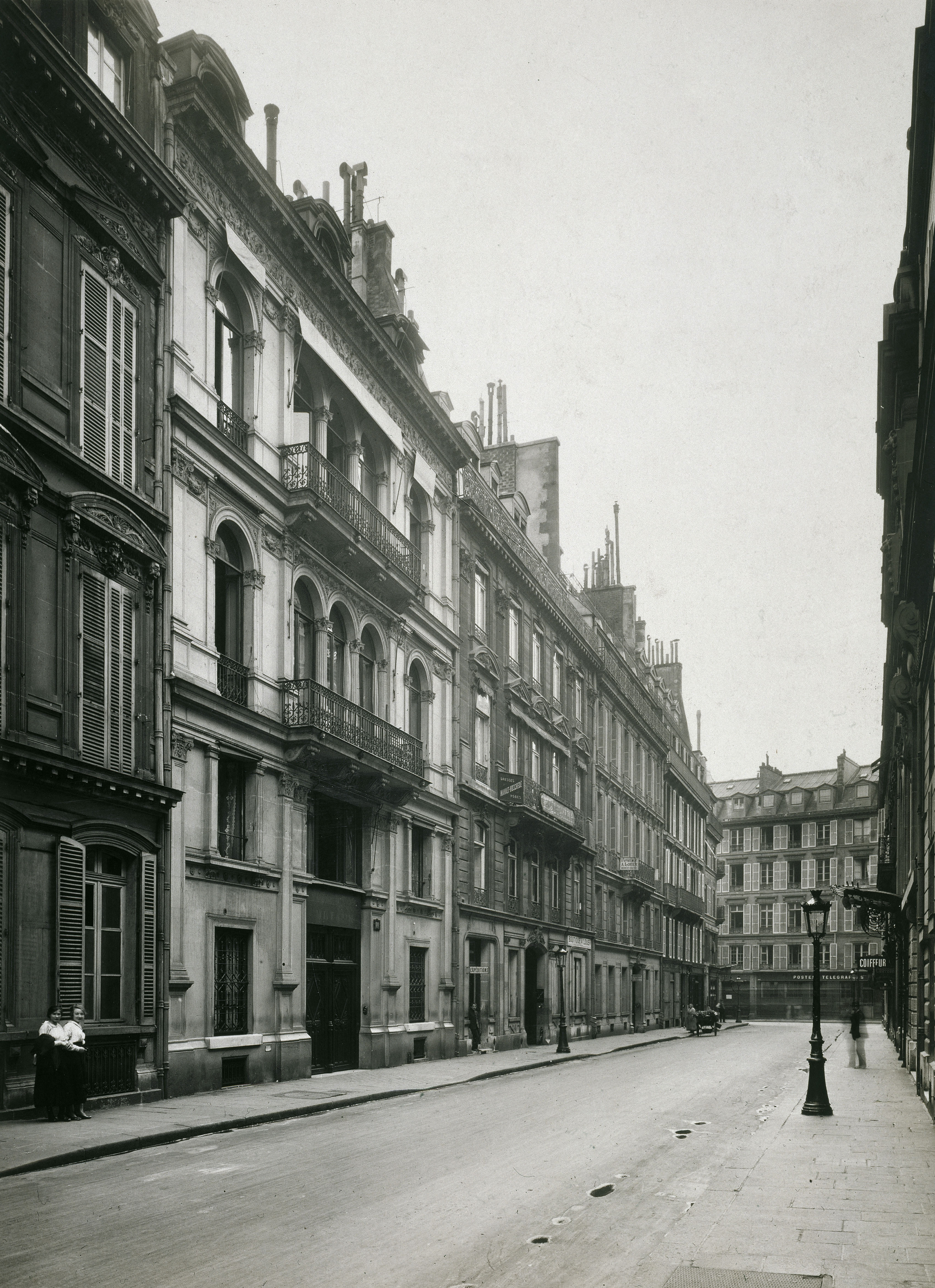
La rue en 1916, avec le no 10 au premier plan (photographie de Charles Lansiaux).

Ouverte en 1855 sous le nom « rue Saint-Arnaud », cette voie est rebaptisée « rue Franchetti » en 1873, du nom de Léon Franchetti (1834-1870), commandant des éclaireurs à cheval de la Seine durant le siège de Paris.
Elle reçoit sa dénomination actuelle par l'arrêté préfectoral du 16 août 1879. Il s'agit de dé-commémorer Saint-Arnaud, maréchal de France mais lié au Second Empire.

## Bâtiments remarquables et lieux de mémoire
- No 8 : ici se trouve le siège social de Picasso Administration, société chargée de gérer les droits la succession de Pablo Picasso, dont l'administrateur est la fille de l'artiste : Paloma Picasso.
- No 10 : ici se trouve le centre d'art et de danse Éléphant Paname, lieu culturel qui rassemble salles d'expositions et salles de danse. Le bâtiment est un ancien hôtel particulier qui fut érigé, sous Napoléon III, par l'ambassadeur de Russie, Alexandre Soltykoff.

## Pour approfondir